# ماثيو إمونز
ماثيو إمونز (بالإنجليزية: Matthew Emmons)‏ هو لاعب رماية أمريكي، ولد في 5 أبريل 1981 في ماونت هولي ‏ في الولايات المتحدة.

## وصلات خارجية
- ماثيو إمونز على موقع الاتحاد الدولي (الإنجليزية)
- ماثيو إمونز على موقع اللجنة الأولمبية الدولية (الإنجليزية)
- ماثيو إمونز على موقع أوليمبيديا (الإنجليزية)
- ماثيو إمونز على موقع اللجنة الأولمبية والبارالمبية الأمريكية (الإنجليزية)